# Monti Pizi - Monte Secine
Monti Pizi - Monte Secine este o arie protejată (arie specială de conservare — SAC, sit de importanță comunitară — SCI) din Italia întinsă pe o suprafață de 4.195 ha, integral pe uscat.

## Localizare
Centrul sitului Monti Pizi - Monte Secine este situat la coordonatele 41°54′42″N 14°10′10″E / 41.911667°N 14.169444°E.

## Înființare
Situl Monti Pizi - Monte Secine a fost declarat sit de importanță comunitară în iunie 1995 pentru a proteja 16 specii de animale. Situl a fost protejat și ca arie specială de conservare în decembrie 2020.

## Biodiversitate
Situată în ecoregiunea alpină, aria protejată conține 6 habitate naturale: Lacuri eutrofice naturale cu vegetație de tip Magnopotamion sau Hydrocharition, Păduri de fag din Apenini cu Taxus și Ilex, Izvoare petrifiante cu formare de travertin (Cratoneurion), Pante stâncoase calcaroase cu vegetație casmofită, Păduri pe pante, grohotișuri și ravene de Tilio-Acerion, Pajiști uscate seminaturale și facies de acoperire cu tufișuri pe substraturi calcaroase (Festuco-Brometalia) (* situri importante pentru orhidee).
La baza desemnării sitului se află mai multe specii protejate:
- păsări (6): acvilă de munte (Aquila chrysaetos), ciocănitoare cu spate alb (Dendrocopos leucotos), muscar-gulerat (Ficedula albicollis), sfrâncioc roșiatic (Lanius collurio), ciocârlie de pădure (Lullula arborea), viespar (Pernis apivorus)
- amfibieni (3): Bombina pachypus, Salamandrina terdigitata, Triturus carnifex
- mamifere (3): lupul (Canis lupus), liliac cărămiziu (Myotis emarginatus), urs brun (Ursus arctos)
- nevertebrate (2): Austropotamobius pallipes, Melanargia arge
- pești (1): salmo cettii (Salmo cetti)
- reptile (1): șarpele cu patru dungi (Elaphe quatuorlineata)

Pe lângă speciile protejate, pe teritoriul sitului au mai fost identificate 8 specii de plante, 1 specie de amfibieni, 1 specie de mamifere.